# Giorgi Diak'vnishvili
Giorgi Diak'vnishvili (in georgiano გიორგი დიაკვნიშვილი?; Tbilisi, 21 novembre 1987) è un ex calciatore georgiano, di ruolo centrocampista.

## Carriera
Ha giocato nella prima divisione dei campionati lettone e lituano.

## Palmarès

### Club

#### Competizioni nazionali
- Coppa di Lettonia: 1

Jelgava: 2013-2014